# 1873 a labdarúgásban
Ez a szócikk 1873 labdarúgással kapcsolatos eseményeit mutatja be.

## Események
- március 8. – Anglia–Skócia 4–2. (helyszín: Kennington Oval, London)
- március 13. – Megalakul a skót labdarúgó-szövetség.
- március 29. – A második FA Kupa-döntőt is a Wanderers FC nyeri, 2–0-ra az oxfordi egyetem csapata ellen.

## 1873-ban alapított labdarúgóklubok
- Chippenham Town FC
- Gainsborough Trinity FC
- Halesowen Town FC
- Rangers FC
- Hanover United FC, az első „United”

## Bajnokok
- Anglia: Wanderers FC

## Születések
- augusztus 24. – Thomas Broadshaw, angol labdarúgó
- ismeretlen dátum – Francis Becton, angol labdarúgó